# پنیر چر
چِر نام تجاری پنیر چداری است که نشنال فودز استرالیا تولید می‌کند. برای نخستین بار فرد واکر در ۱۹۳۵ آن را به بازار داد.

## پیشگامان پنیر کون
ادوارد دبلیو.کون از فیلادلفیا روشی با نام روند کونیگ Cooning process در پنیر سازی ارائه کرد با دما و نم بالا.